# Manejo Florestal Conjunto
O Manejo Florestal Conjunto (em inglês: Joint Forest Management), geralmente abreviado como JFM, é o termo oficial e popular na Índia para parcerias no movimento florestal, envolvendo os departamentos florestais estaduais e as comunidades locais. As políticas e os objetivos do Movimento Florestal Conjunto estão detalhados na abrangente Política Nacional Florestal da Índia de 1988 e nas Diretrizes de Manejo Florestal Conjunto de 1990 do Governo da Índia. 
Embora esquemas muito de estado para estado e sejam conhecidos por nomes diferentes em diferentes idiomas indianos, geralmente um comitê de aldeia conhecido como Comitê de Proteção Florestal (FPC) e o Departamento Florestal firmam um acordo JFM.Os moradores concordam em ajudar na salvaguarda dos recursos florestais por meio da proteção contra fogo, pastagem e colheita ilegal em troca de produtos florestais não madeireiros e uma parte da receita da venda de produtos madeireiros.

## Origens
O manejo florestal conjunto é o conceito de desenvolvimento de relacionamentos entre grupos florestais periféricos e departamento florestal, com base na confiança mútua e em papéis e responsabilidades definidos em conjunto para a proteção e desenvolvimento da floresta. O Manejo Florestal Conjunto teve origem no Bengala Ocidental na década de 1980 na Ásia e na África. A principal madeira de lei de Arabari é o sal, uma colheita florestal comercialmente lucrativa. Ajit Kumar Banerjee, silviculturalista, que trabalhava para o Departamento Florestal como Oficial Divisional das Florestas, estava conduzindo testes que eram constantemente perturbados pelo pastoreio e colheita ilegal pela população local. Na época, não havia iniciativas de compartilhamento de recursos florestais entre o governo e os locais, com o governo considerando muitos dos habitantes locais como "ladrões". 
O funcionário florestal, contra as sugestões de seus colegas de trabalho, procurou representantes de onze aldeias locais e negociou os termos de um contrato com um Comitê de Proteção Florestal ad hoc. O programa inicial envolveu 612 famílias que administram 12,7 quilômetros quadrados de florestas classificadas como "degradadas". 25% dos lucros das florestas foram compartilhados com os moradores. O experimento foi bem-sucedido e foi expandido para outras partes do estado em 1987. O JFM ainda está em vigor em Arabari.
Alguns anos depois, o Manejo Florestal Conjunto foi empregado no estado de Haryana para evitar a erosão do solo e o desmatamento. Em 1977, os moradores foram convencidos de que, em vez de pastar em colinas propensas à erosão, a construção de pequenas barragens ajudaria a produção agrícola em áreas atualmente cultivadas. O programa levou ao reflorestamento de muitas colinas do estado. No entanto, oficialmente o estado de Odisha continua sendo o primeiro a aprovar a primeira resolução da JFM 

## Situação atual
Após os sucessos iniciais em Bengala Ocidental e Haryana, os esquemas JFM receberam importância nacional na legislação de 1988 e foram incorporados nas Diretrizes de 1998. Em 2000, 27 estados da União Indiana tinham vários esquemas JFM com mais de 63 000 FPC's envolvidos nas gestão de mais de 1 400 000 km² de áreas florestais. Em 2010, as áreas aumentadas para 2 460 000 km² foram administradas por mais de 112 896 comitês, com cerca de 14 500 000 famílias beneficiadas pelo programa JFM.